# Trichogramma zucchii
Trichogramma zucchii är en stekelart som beskrevs av Querino 2003. Trichogramma zucchii ingår i släktet Trichogramma och familjen hårstrimsteklar. Inga underarter finns listade i Catalogue of Life.